# Smalspoor

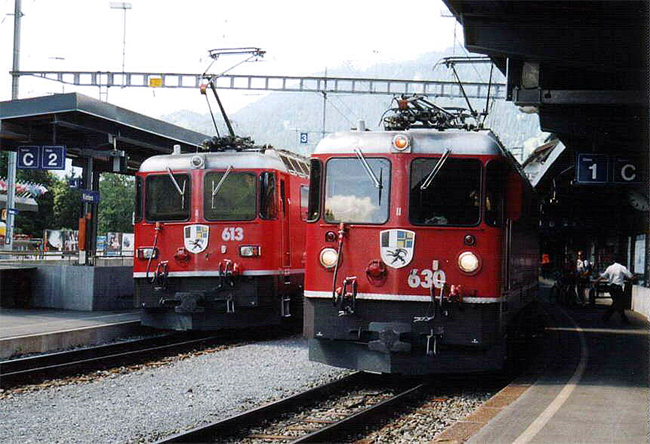
Locomotieven uit de serie Ge 4/4 van de Rhätische Bahn

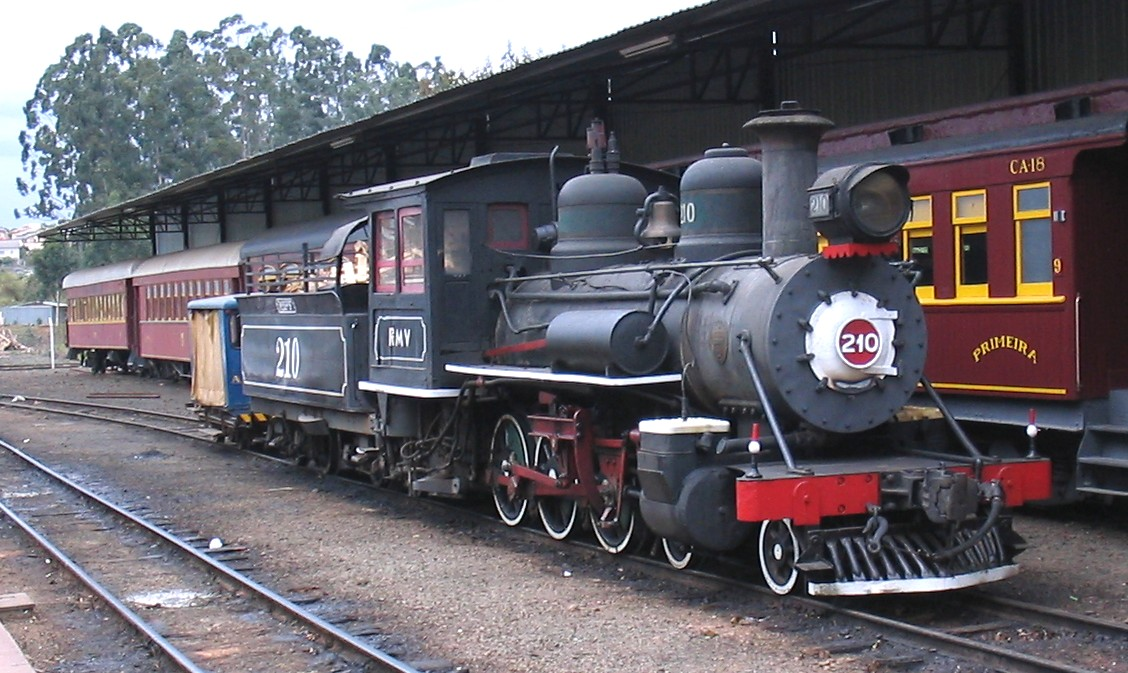
Smalspoor in Bolivia

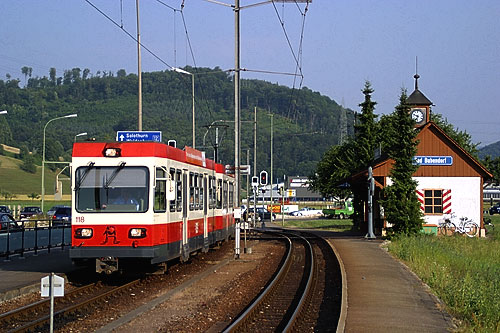
Trein bij de halte Bad Bubendorf op de 750 mm-Waldenburgerbahn

Smalspoor is een spoorweg met een spoorwijdte die kleiner is dan 1435 mm (normaalspoor). In ruimere zin omvat de term ook het materieel en de infrastructuur.
In sommige landen bestaat het grootste deel van het spoornet, inclusief de hoofdlijnen, uit smalspoor. Wijdverbreid zijn meterspoor (1000 mm) en kaapspoor (1067 mm), dat gebruikt wordt voor treinen in Zuid-Afrika, Indonesië, Zuidoost-Azië, Japan en sommige lijnen in Zuid-Amerika.
Industrieel of agricultureel smalspoor, zoals gebruikt in onder meer de land-, bos-, mijnbouw, militaire logistiek en industrie, wordt veldspoor genoemd. Dit is geen volwaardig openbaarvervoerssysteem, omdat het oncomfortabel is door de 'eenvoudige' (slechte) aanleg, en omdat het kleinschalig is: voor één bedrijf of organisatie of voor één doel.

## Geschiedenis

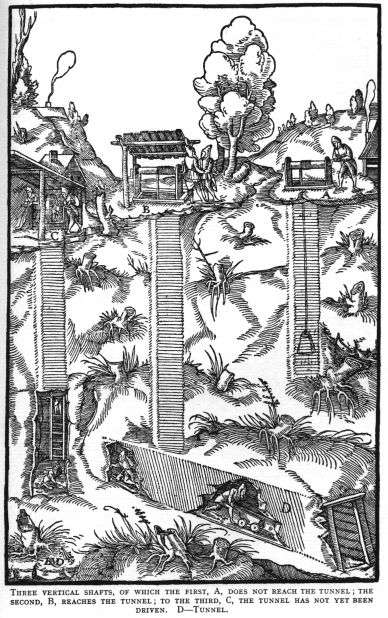
Houtgravure uit de De re metallica van mijnspoor, 1556

De eerste smalspoorweg ter wereld wordt genoemd in de De re metallica uit 1556, dat een Boheemse lijn beschrijft met een spoorwijdte van ongeveer 60 cm. Tijdens de zestiende eeuw bleven deze spoorlijnen beperkt tot handbediend smalspoor in mijnen over heel Europa. Vanaf de zeventiende eeuw werden de mijnspoorwegen ook bovengronds gebruikt voor transport naar overslagpunten in de buurt, meestal kanalen.
In de loop der jaren is voor smalspoor een veelvoud aan spoorwijdtes gebruikt. Dit was niet alleen afhankelijk van de exploitatiedoelstellingen, maar werd ook veroorzaakt door verschillen in maatvoering tussen het metriek stelsel in voornamelijk Europa en het imperiaal stelsel in de Angelsaksische landen.
Zo werd in de Britse Kaapkolonie als gevolg van de Britse kolonisatie tweevoets smalspoor (610 mm) gebruikt en in het aangrenzende Duits-Zuidwest-Afrika (thans Namibië) 600 mm.

## Voordelen
De aanleg van smalspoorwegen is over het algemeen goedkoper omdat lichtere constructies kunnen worden toegepast. Doordat in bochten het verschil in boogstralen van de binnenste en buitenste wielen kleiner is, maakt smalspoor scherpere bogen mogelijk. Hierdoor kunnen de landschapscontouren beter worden gevolgd, wat veel grondverzet, tunnels en bruggen overbodig maakt.
Ook kan er kleiner rollend materieel worden gebruikt. Door een kleiner omgrenzingsprofiel hoeven bruggen en tunnels dan ook minder breed en hoog te zijn.
Om deze redenen werd smalspoor vaak gebruikt in bergachtig terrein (Zwitserland), alsook dunbevolkte gebieden met een laag aanbod aan transport zoals Australië en grote delen van Afrika.
In het geval van (draagbaar) veldspoor waren de exploitatiekosten zeer laag aangezien dit aangelegd of opgebroken kon worden al naargelang de behoefte.
Veel smalspoorlijnen werden aangelegd als toevoerlijn naar normaal- of breedspoor, zoals in India, waar de nevenlijnen in meterspoor aansloten op hoofdlijnen in breedspoor (1676 mm).
Vaak ging de keuze niet tussen smalspoor of normaalspoor, maar eerder tussen smalspoor of helemaal niets.

## Nadelen
Tegenover de voordelen staat dat smalspoor veel minder capaciteit biedt, zowel qua gewicht als qua volume. Als de voertuigen met dezelfde verhoudingen zouden worden verkleind van normaalspoor (1435 mm) naar 1000 mm, dan heeft een smalspoorrijtuig ongeveer een derde van het gewicht van een normaalspoorrijtuig, maar dit is niet mogelijk: wanddiktes en constructies kunnen niet evenredig verkleind worden en passagiers krimpen niet. Om dit capaciteitsverlies gedeeltelijk te compenseren, wordt er op smalspoor met relatief grote, zware voertuigen gereden, waardoor er een relatief zware asdruk is en de rijtuigen "topzwaar" zijn. De rijeigenschappen zijn hierdoor minder gunstig. In principe kan, mits de straalbogen het toelaten, met hoge snelheden gereden worden, maar door het hefboomeffect (grote rijtuigen op smalspoor) stelt dit hoge eisen aan het spoor. Daarom gebruikt men smalspoor vooral daar waar de snelheid minder belangrijk is.
Een netwerk met verschillende spoorwijdtes vereist meestal het overstappen van reizigers en de overslag van goederen. Dit is deels te voorkomen door uitwisseling van draaistellen bij overgangen in spoorwijdte. Ook worden instelbare wielassen of rolwagens (rolbokken) gebruikt om het verschil te overbruggen. Elke oplossing brengt echter veel tijdverlies en kosten met zich mee.
Bij toenemend verkeer wordt smalspoor vaak omgespoord tot de gangbare spoorwijdte van het landelijke netwerk. In India loopt sinds 1992 Project Unigauge, waarmee de lopende omzetting van smalspoor naar breedspoor versneld en gecoördineerd wordt. Het aandeel breedspoor liep op van 56% van de lijnlengte in 1992 naar 97% in 2024.

## Voorbeelden wereldwijd

### Afrika

#### Congo
Smalspoorlijnen op 600 mm (noorden en westen), op meterspoor (oosten) en op kaapspoor (zuiden). Er zouden nog enkele lijnen min of meer in gebruik zijn en gemoderniseerd worden.

#### Egypte

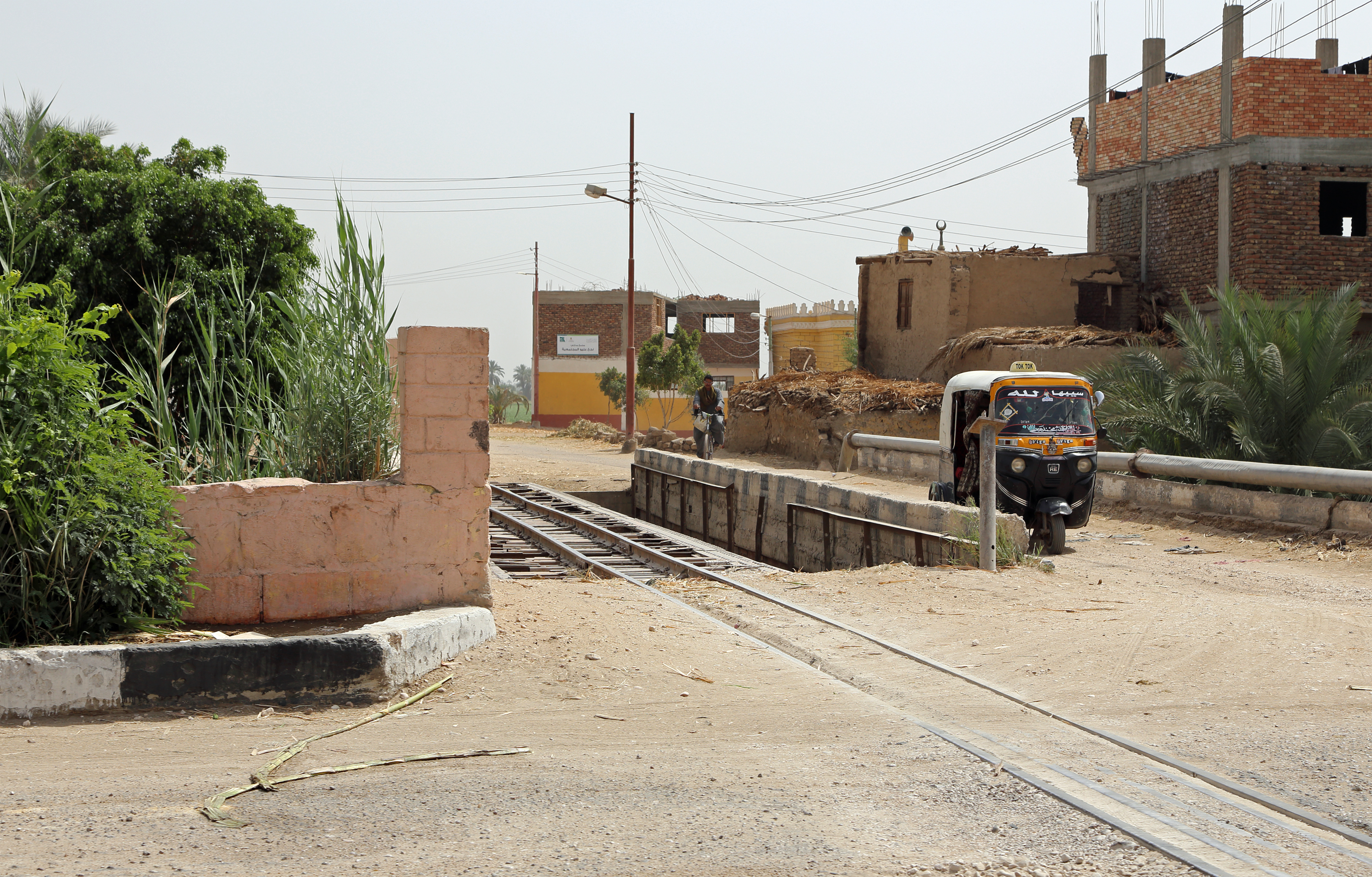
Smalspoor bij Luxor (westoever van de Nijl) voor het transport van suikerriet.

In de omgeving van de stad Luxor ligt aan beide zijden van de Nijl een net van smalspoorlijnen die uitsluitend gebruikt worden voor het vervoer van de suikerrietoogst. Soms rijden ze door krappe straatjes in woonwijken.

#### Madagaskar
Op Madagaskar zijn 2 spoorwegen op 1000 mm., die niet met elkaar verbonden zijn. Alleen in het zuiden zouden reguliere reizigerstreinen rijden.

#### Tunesië

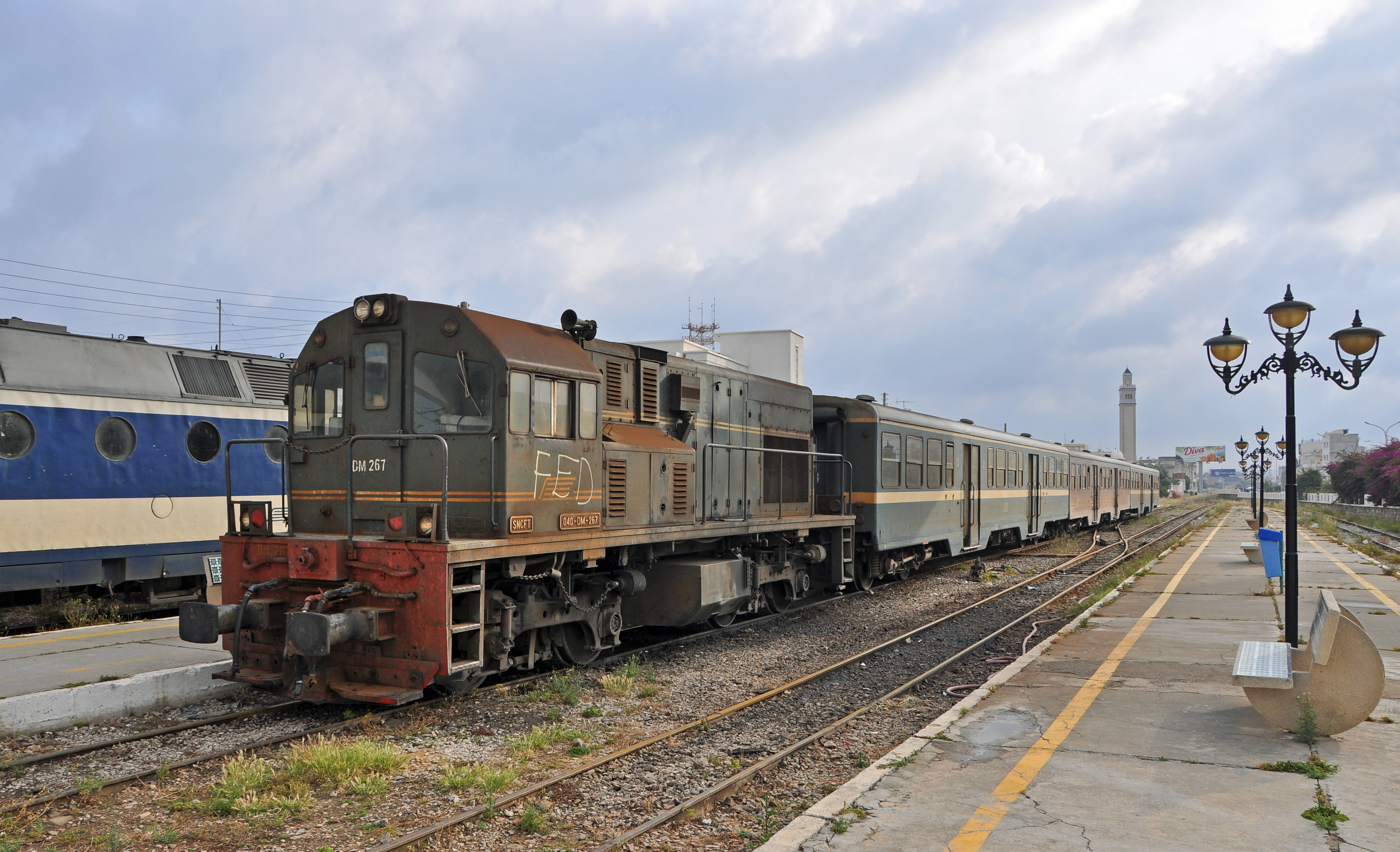
Meterspoor in Tunesië: een trein op de Cap Bon-lijn van Bir Bou Rekba naar Nabeul, klaar voor vertrek in het station van Nabeul.

In Tunesië ligt 1.674 kilometer meterspoor (in het midden en het zuiden) tegen slechts 471 kilometer normaalspoor (in het noorden van het land). Hiertoe behoort ook de verbinding Tunis – Sousse – Sfax die onlangs gemoderniseerd werd. Op deze lijn rijden sinds 2008 nieuwe dieseltreinstellen - Autorail Express genoemd - die tot 130 km/h halen, hetgeen ze tot een van de snelste treinen op meterspoor ter wereld maakt.

#### Zuid-Afrika
Kaapspoor
De eerste spoorlijn in Zuid-Afrika werd aangelegd in normaalspoor in de tijd van de Kaapkolonie. Met het oog op de kosten stapte men al snel over op een spoorwijdte van 3½ voet (1067 mm). De ontwikkeling van een sterke economie, met intensief transport van steenkool en ijzererts voor de export en elektrificatie van de meeste hoofdlijnen, resulteerde (net als in Queensland in Australië) in een spoorwegnetwerk dat veel normaal- en breedsporige spoorlijnen wereldwijd overtrof in verkeersintensiteit. Deze spoorwijdte staat dan ook bekend onder de naam kaapspoor.
Op de kaapspoorlijn Sishen – Saldana heeft ooit een van de langste treinen ter wereld gereden: 7,2 kilometer lang, met 660 wagons, 71.232 ton zwaar en getrokken door 15 locomotieven.
Tweevoetssmalspoor

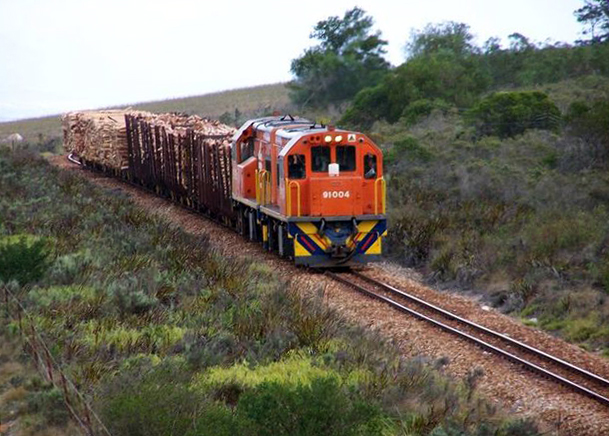
Zuid-Afrikaanse Class 91-000 diesellocomotief op de spoorlijn Port Elisabeth – Avontuur

In de Kaapprovincie en KwaZoeloe-Natal werd tweevoetssmalspoor (610 mm) gebruikt. Hier reden de grootste en zwaarste locomotieven die ooit voor deze spoorwijdte gebouwd zijn. De laatste tweevoetsspoorlijn sloot in 2011. Hij liep tussen Port Elizabeth en Avontuur en was met 285 kilometer de langste tweevoetsspoorlijn ter wereld. Er zijn wel plannen voor heropening.

### Azië

#### China
De Jiayang-spoorlijn heeft een spoorbreedte van 762 mm. Oorspronkelijk was dit een mijn-spoorweg. Er zijn in China diverse mijnen met smalspoor, soms zelfs elektrisch.

#### Filippijnen
De Filipijnse staatsspoorwegen gebruiken o.a. meterspoor. Er zijn daarnaast nog wat industriële smalsporen voor bijvoorbeeld suikerriet-vervoer.

#### India
Historisch gezien werden in India de hoofdlijnen in breedspoor aangelegd en de nevenlijnen in meterspoor. Vóór het Project Unigauge, verbouwing naar breedspoor, had het metersporige netwerk een omvang van 9.000 kilometer. Er zijn nu nog 4 smalspoorlijnen in gebruik, op 610 en 762 mm. In Siliguri aan de voet van de Himalaya begint de Darjeelingspoorweg, een bergspoorlijn met 610 mm spoorwijdte, in 1999 op de werelderfgoedlijst geplaatst. Onder andere rijdt deze lijn in diverse dorpen door krappe en drukke straten. Met diesel of stoomlocomotief.

#### Indonesië
Het meeste railvervoer in Indonesië vindt plaats op het eiland Java, waar twee belangrijke oost-west-spoorlijnen lopen, verbonden door nevenlijnen. Alle lijnen zijn aangelegd in kaapspoor. Veel zijlijnen zijn verdwenen, maar tussen 2015 en 2030 vindt radicale "reaktivasi" plaats. Veel primitieve huizen die op gesloten lijnen waren gebouwd worden daarvoor afgebroken. Daarnaast zijn er diverse smallere suikerrietspoorlijnen/-netwerken (bijvoorbeeld op 600 of 700 mm), die soms nog stoomlocomotieven gebruiken. De baan en de trein zijn vaak in erbarmelijke staat. Er zijn al veel lijnen verdwenen. Op Java is er bij Semboro het grootste netwerk dat nog in gebruik is. Het is verbonden met het netwerk van Jatiroto.
Op Sumatra is een oud smalspoor van 600 mm, Lebong Tandai lori, van Napalputih naar Lebong Tandai (30 km; 3,5 uur) dwars door de jungle, dat voor de inwoners de enige verbinding is. Dit is een in 1910 geopende koloniale "tramweg"/mijn-spoorweg. De dieselvoertuigen worden met primitieve middelen hersteld. Alles is in slechte staat.
Op Sumatra zijn drie niet met elkaar verbonden spoorlijnen, waaronder de Atjeh Tram, een militair smalspoor te Atjeh met spoorwijdte van 750 mm en een totale lengte van 511 km. Het enkelspoor verbond posten van de geconcentreerde linie. Het spoornetwerk is ernstig vervallen of verdwenen, maar wordt vanaf 2021/2022 geheel opnieuw aangelegd in normaalspoor.

#### Japan

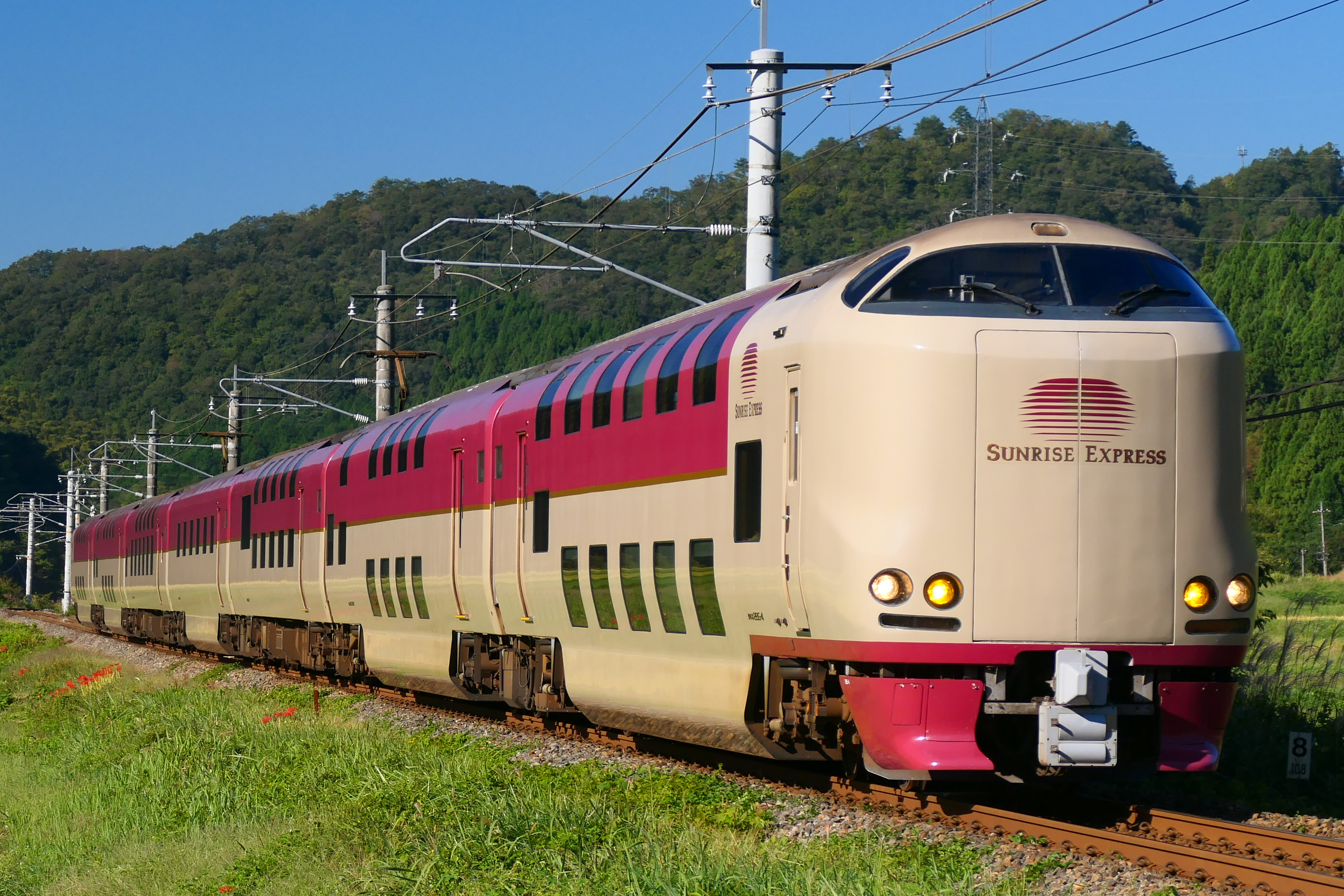
Japanse dubbeldekker serie 285 van JR Central.

Op de normaalsporige hogesnelheidslijnen na is het volledige nationale spoorwegnet van Japan in kaapspoor aangelegd. Het is het enige land ter wereld met dubbeldekstreinen op smalspoor.

#### Maleisië
De oudste spoorlijnen in Maleisië zijn metersporig.

#### Taiwan
Op Taiwan loopt een, met kaapspoor en grotendeels onder Japans bewind aangelegde, spoorlijn langs de kust die een grote ringlijn rondom het eiland vormt. Deze spoorlijn wordt geëxploiteerd door de 'Taiwan Railway Administration'. Daarnaast is aan de westkust een normaalsporige hogesnelheidslijn aangelegd, die geëxploiteerd wordt door de 'Taiwan High Speed Rail'-maatschappij.
Er was ook 3000 km suikerrietsmalspoor, deels straatspoor, waarvan nog één lijn deels in gebruik was tot 2015. In 2021, 2022, 2023 en 2024 hebben er echter weer treinen gereden.Daarnaast zijn er diverse museumlijnen. 

#### Thailand
De Thaise staatsspoorwegen rijden op meterspoor. In Bangkok was een parkspoorlijn (610 mm) die deels nog wel aanwezig is. Bekend is de spoorweg met brug over de Kwai.

#### Turkije
(Turkije ligt deels in Europa)
Er zijn reguliere smalspoorlijnen in Turkije geweest, maar nu zijn alleen nog twee parkspoorlijnen in Afyon en Eskisehir over. In Ankara was er één in Gençlick-park. De aanleg van de metro was aanleiding de lijn te sluiten. Restanten waren er in 2004 nog, maar nu is er niets meer te vinden. Het materieel ging deels naar Afyon. Het lijntje in Afyon, een rondje op een rotonde, is buiten gebruik. Alleen de lijn in Savoza-park te Eskisehir lijkt nog in gebruik te zijn.

#### Vietnam
De spoorlijnen Hanoi – Ho Chi Minhstad en Hanoi – Hải Phòng zijn metersporig.

### Europa

#### Albanië
Er waren diverse formaten smalspoorlijnen in Albanië, maar momenteel is niets meer in gebruik.

#### België

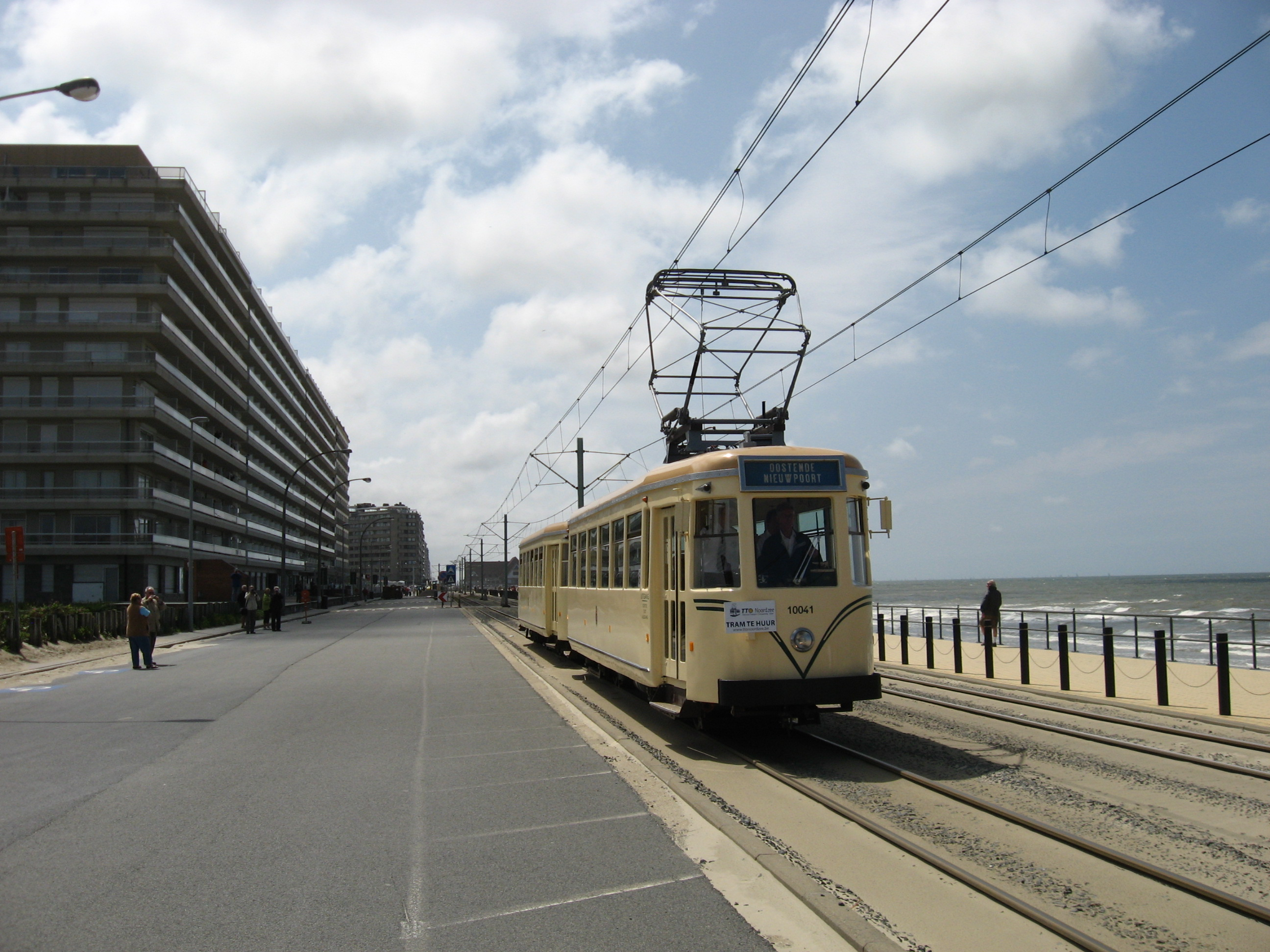
De Kusttram van België (de foto toont geen reguliere tram)

De Nationale Maatschappij van Buurtspoorwegen (NMVB), of in het Frans "Société Nationale des Chemins de fer Vicinaux" (SNCV), was het nationale streekvervoerbedrijf in België. Zij baatte in de eerste helft van de 20e eeuw een zeer uitgebreid net (ca. 5000 km) van smalspoorlijnen uit. Deze buurtspoorwegen (streektramlijnen, "interurban") waren meestal aangelegd in meterspoor en zijn verdwenen, met uitzondering van enkele museumlijnen en hedendaagse tramlijnen, waaronder de Vlaamse Kusttram en het tramnet van Charleroi. De stadstramnetten van Antwerpen en Gent, die sinds 1991 worden uitgebaat door de De Lijn, zijn eveneens in meterspoor. In de Eerste Wereldoorlog werd aan de kust een groot militair netwerk van tijdelijke smalspoorlijnen aangelegd.

#### Bosnië-Herzegovina
Er was ooit wel 1500 km aan smalspoor in diverse formaten in Bosnië-Herzegovina. Het bekendst was het Bosnisch smalspoor van 760 mm. Er is nog een mijnspoorweg van 760 mm actief.

#### Bulgarije
Er is nog één Bulgaarse smalspoorlijn (760 mm) in normale exploitatie: de lijn van Septemvri naar Dobrinishte.

#### Denemarken
Fusiespoorwegmaatschappij De Bornholmske Jernbaner baatte van 1900 tot 1968 meterspoor uit op het Deense eiland Bornholm. Er liep een spoor van Rønne naar Nexø (met bij Åkirkeby een aftakking naar Almindingen), een van Rønne naar Sandvig en een van Almindingen naar Gudhjem.

#### Duitsland
In Duitsland zijn vroeger veel nevenlijnen in smalspoor uitgevoerd, zoals de metersporige Harzer Schmalspurbahnen en de spoorlijn Lathen - Werlte in de spoorwijdte van 750 mm. In Saksen zijn nog diverse lijnen met deze spoorwijdte in bedrijf. In de DDR werden diverse stoomtreinlijnen in stand gehouden. Ook nu rijden er nog reguliere stoomtreinen, bijvoorbeeld op de Harzer Schmalspurbahnen. Bij trams is smalspoor meestal uitgevoerd als 1.000 millimeter. Er zijn ook afwijkende maten, zo heeft de tram in Braunschweig smalspoor van 1.100 millimeter (en vroeger ook de tram in Kiel).
In het noorden liggen twee lijnen met twee spoorbreedtes die via dammen naar twee schiereilanden gaan. Alleen voor bewoners, die zelf de persoonlijke voertuigjes besturen. Een weg is er niet. Een lijn vertrekt vanuit Dagebüll en de spoorbreedte is 900 mm. De andere lijn gaat naar Nordstrandischmoor en is 600 mm.
Nabij de Nederlandse grens bij Rühlermoor ligt een smalspoor-netwerk van 120 kilometer. Er wordt turf en olie wordt vervoerd op spoor van 900 mm. Het gebied is een restant van het Bourtangermoeras en de bodem is te slap voor zwaar materieel.
Bij Staßfurt is een elektrische smalspoorlijn (600 mm) van twee kilometer in gebruik bij de soda-fabriek.
In Wernigerode rijdt een reguliere stoomtrein op straatspoor.
In Zwickau rijden trein en tram naast elkaar op straat.
In Darmstadt rijdt 's zomers een stoomtrein op een tramlijn.
Bij Lübeck ligt straat-smalspoor op het terrein van de diaconie.
In de buurt van Neustrelitz is er smalspoor om zelf je kano te vervoeren (Lohrenbahn).

#### Frankrijk
Corsica heeft alleen maar smalspoor.
De SNCF had diverse meter-spoorlijnen. Drie daarvan zijn al dan niet gedeeltelijk nog in gebruik:
- Chemin de fer du Blanc-Argent, midden-Frankrijk[6]
- Mont-Blanc Express, deels in Zwitserland
- Ligne de Villefranche - Vernet-le-bains à Latour-de-Carol, informeel le train jaune, de gele trein, bij de Spaanse grens.[7][8]

In het noorden was een groot netwerk voor suikerbieten-vervoer. Het 600 mm-spoor kwam vooral van voormalige oorlogslijnen uit de Eerste Wereldoorlog. Frankrijk heeft vele toeristische smalspoorlijnen op spoorbreedtes van 400 tot 1300mm. Ook in Frans-Guyana waren er enkele spoorlijnen op meterspoor.

#### Griekenland
Er zijn nog diverse smalspoorlijnen actief in Griekenland, sommige met moderne passagierstreinen.

#### Groot-Brittannië
Als bakermat van de spoorwegen zijn er in Groot-Brittannië nog talloze smalspoorlijnen, met veel verschillende spoorbreedtes. In de meeste gevallen gaat het om toeristische museumlijnen of parkspoorlijnen.
De bekende smalste (381 mm) is The Romney, Hythe & Dymchurch Railway van 23 km lang. Dit is langste lijn ter wereld met deze spoorbreedte. De helft van het traject is een dubbelsporige hoofdspoorlijn geopend in 1927. Er zijn 11 stoomlocomotieven, die allemaal origineel zijn. De maximumsnelheid met 1 locomotief is 40 km per uur. Er wordt niet het jaar hele gereden.
Volk's electric railway op het strand van Brighton is de oudste nog bestaande elektrische spoorweg ter wereld en in bijna oorspronkelijke staat; het spoor is 610 mm breed en heeft een 3e rail voor de stroom. De lijn van 1,6 km is geopend in 1883.
Meer over Groot-Brittannië is te vinden onder de titel Verenigd Koninkrijk, de officiële Nederlandse naam van het koninkrijk dat gevormd wordt door de samenvoeging van Groot-Brittannië met Noord-Ierland.

#### Hongarije
Er waren duizenden kilometers smalspoor, vooral 760 mm. Alleen de lijn rond het Balatonmeer is nog actief op 760mm. Enkele bosspoorlijnen op 600 mm. rijden nu voor toerisme. En er is nog minstens 1 kinderspoorweg, de bekendste, bij Budapest, actief, op 760 mm.

#### Ierland
Er waren diverse smalspoorlijnen ; er is een museumlijn met 914 mm. spoor tussen Kilmeadan en Waterford.

#### Italië
Er zijn meerdere smalspoorbedrijven te vinden in Italië. Deze zijn meestal aangelegd met 950 mm:
- Op Sicilië rijdt de Ferrovia Circumetnea rondom de Etna. Deze lijn is 110 kilometer lang.
- Op Sardinië wordt een smalspoornet geëxploiteerd door de Ferrovie della Sardegna (FdS). Veel van deze smalspoorlijnen worden enkel bereden door toeristische treinen, de "Trenino Verde".
- In de regio Calabrië is er een smalspoorlijn van de Ferrovie della Calabria van Catanzaro Lido tot Soveria Mannelli, die vroeger werd geëxploiteerd tot Cosenza en San Giovanni in Fiore.[10]
- In de provincie Bari is er een smalspoorlijn van de Ferrovie Appulo-Lucane (FAL) tussen Bari en Avigliano.
- In de stad Napels en rond de Vesuvius rijdt de Ferrovia Circumvesuviana.
- Van de smalspoorlijn van Rome naar Alatri is nog een kort gedeelte overgebleven. Er zijn plannen dit te vervangen door de metro van Rome. Vanaf 2022 wordt de lijn verbouwd tot bovengrondse metro.

In meterspoor zijn uitgevoerd:
- De lijn Genua – Casella.
- De lijn van Trento naar Malè.

#### Kroatië
Er zou te Ston nog een industrieel zout-smalspoor een deel van het jaar in gebruik zijn.

#### Letland
Rond 1935 was er 536 km. smalspoor. Enkele turflijnen zouden nu nog in gebruik zijn.

#### Litouwen
Er is nog 158 km. smalspoor over, waarvan 68 km regulier gebruikt wordt.

#### Groothertogdom Luxemburg
Er waren honderden kilometers smalspoor. Er is een mijnmuseum met 700 mm. spoor. Elektrisch. Tussen Fond-de-Gras en Lasauvage. De museumlijn er naar toe vanaf Petange is ook smalspoor, maar niet elektrisch. Hier rijden stoom- en dieseltreinen.

#### Koninkrijk der Nederlanden

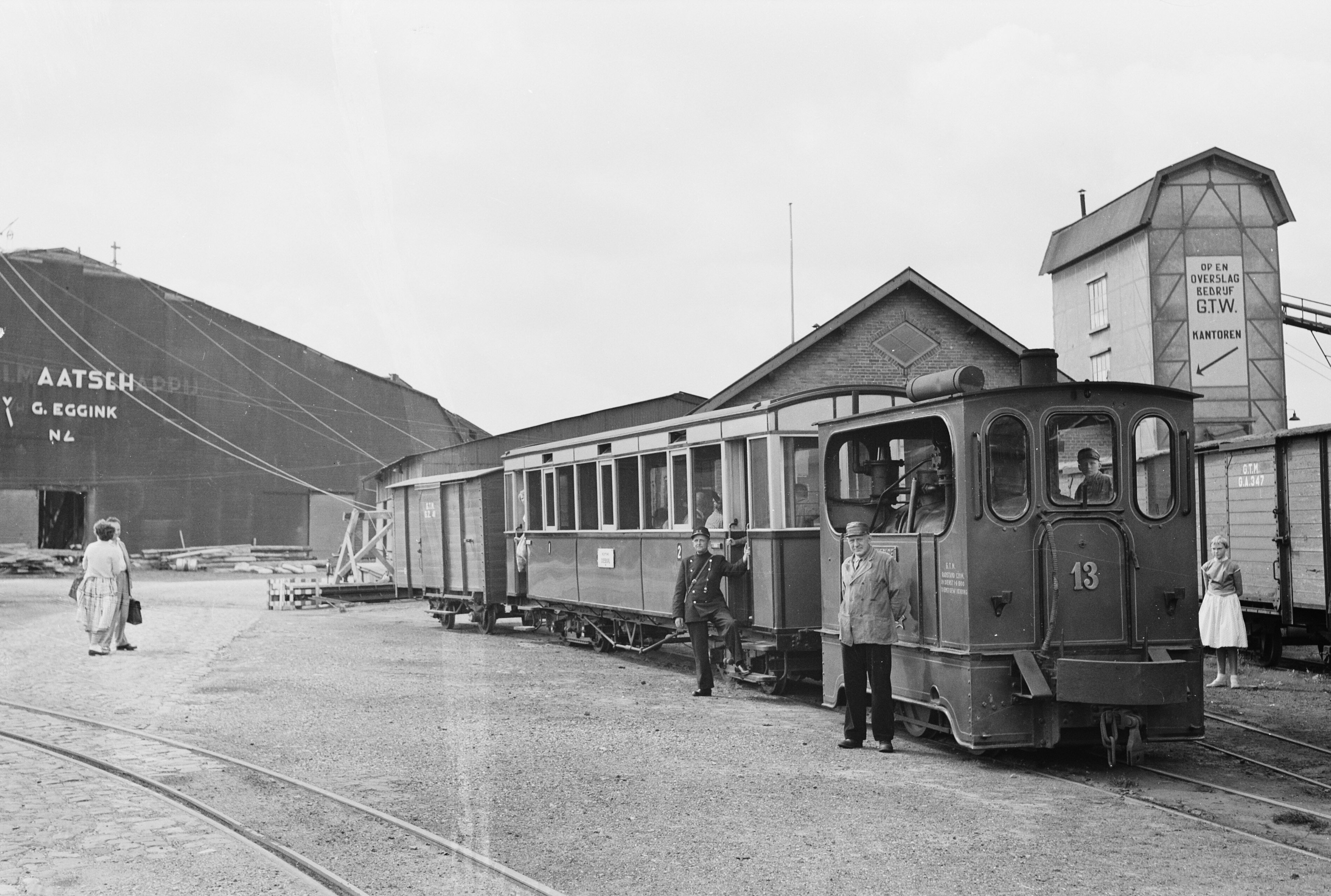
Stoomtram op 750 mm-spoor van de Gelderse tram.

In Nederland waren smalspoorlijnen bijna uitsluitend uitgevoerd als tramlijn, veelal in kaapspoor. Maar er was ook veel veldspoor. 
- Van 1889 tot 1917 liep De "Ponytram van Ginneken" van de Ginnekensche Tramweg Maatschappij (600 mm) van Ginneken naar het Mastbos bij Breda.[12]
- De Gelderse Stoomtramweg Maatschappij (GSTM) had in de Achterhoek rondom Doetinchem een van de grootste tramnetten voor personen en goederenvervoer op 750 mm spoor. De laatste tramlijn, tussen Doesburg en Doetinchem, werd in 1957 gesloten.
- Van 1913 tot 1933 exploiteerde de PSD een 750 mm-tramlijn, de stoomtramweg Hansweert - Vlake, tussen de halte Vlake aan de Zeeuwse lijn en haar veerdienst Hansweert-Walsoorden. Ook de tramlijn Venlo - Tegelen - Steyl reed op 750 mm.
- Metersporige elektrische tramlijnen waren onder andere de stadstram in Groningen, de Waterlandse tram en de Tramlijn Amsterdam - Zandvoort. Deze laatste werd opgeheven in 1957.
- In Limburg waren ook metersporige stoomtramlijnen, onder meer de Maas-Buurtspoorweg en de tramlijnen rond Roermond van de Limburgsche Tramweg-Maatschappij. Ook in Zeeuws-Vlaanderen werd er zoals in het aangrenzende België op meterspoor gereden.
- De Rotterdamsche Tramweg Maatschappij (RTM) had een uitgebreid kaapspoor-netwerk naar en op de Zuid-Hollandse eilanden. De laatste lijn, naar Hellevoetsluis, sloot in 1966. Dat was het laatste reguliere kaapspoor in Nederland. Thans is de enige overgebleven kaapspoorlijn de museumtramlijn (Stichting voorheen RTM) bij Ouddorp. Met stoom en dieseltrams.
- In Rotterdam was er een netwerk op het terrein van de waterleiding aan de Honingerdijk. Er zijn enkele restanten, zelfs onder nieuwe huizen. (Lage filterpad)
- Er is nog wel smalspoor op museumlijnen, en in parken en attractieparken. In het Westland en andere tuinbouwgebieden waren er veel smalsporen op velden en tussen en dóór de kassen.  Tot in 2022 konden bezoekers meerijden en zelf peren plukken bij De toffe peer in Middenbeemster.

In voormalig Nederlands-Indië werden talrijke smalsporen aangelegd, waarvan vele nog in gebruik zijn. Zie bij Indonesië. In de overige voormalige koloniën is ook wel wat smalspoor geweest. Ook in Suriname werd er op de Landsspoorweg op meterspoor gereden.
- Tussen 2018 en 2023 lag er een smalspoorlijn met railfietsen op het Holtingerveld.

- In een steeg naast station Zwolle ligt nog smalspoor, en naast Dijksgracht no. 6 in Amsterdam. Die laatste werd gebruikt om sluisdeuren te verplaatsen.
- In Sonnega bij openbaar vervoer museum OVCN ligt smalspoor ten behoeve van een Diema diesellocomotief.
- In het MEC Dronten is een smalspoorlijn aangelegd.
- In Markelo is er smalspoor in de tuin van een vakantiehuis.
- Te Losser is er nog smalspoor van de museumsteenfabriek aanwezig, ook pal naast de smalle Smuddeweg.
- Het Gelders smalspoor museum te Heteren.
- Te Ulft zou nog wat smalspoor aanwezig zijn van voormalige houtzagerij aan het Deurvorster Kerkpad
- Nationaal smalspoor museum Katwijk-Leiden. Dit is een voortzetting van de trein die eerst door de Katwijkse duinen reed op sporen van de Duinwaterleiding. Ook bij Wassenaar, in de Amsterdamse waterleidingduinen, bij School en Camperduin, bij Ferwerd, bij Roodeschool en op de Hondsbosse zeewering is smalspoor geweest.
- Bij houtzaagmolen De Ster te Utrecht is een piepklein ringspoortje aanwezig.
- Bij houtzaagmolen De Rat zou ook wat smalspoor aanwezig zijn.
- Smalspoor museum Erica
- Rijsens Leemspoor
- Het Veenpark, Bargercompascuüm
- Veenmuseum Vriesenveenseveld
- De panoven, Zevenaar
- Op de Driemarkweg ongenummerd (ter hoogte van Vreehorstweg 31) bij Winterswijk is nog een restantje dat de weg oversteekt. Dit was van de voormalige steenfabriek De vlijt.
- Vanuit de lucht is er in 2022 nog rails te zien op terrein van Van Herwaarden in Hillegom en Hoogdonk in Liessel.
- Te Oosterhout is er in 2022 nog rails te zien bij Dycore.
- Bij Schokindustrie te Zwijndrecht ligt aan/op het water een restant. Wellicht geen smalspoor.
- Spanbeton, Koudekerk aan de Rijn. Niet alleen op terrein maar ook op kade is smalspoor. Er worden geen locomotieven gebruikt.
- Bij voormalige steenkoolmijn Schacht Nulland en Valkenburg.
- Aan de Broerdijk bij Midwoud is in 2023 vanuit de lucht nog smalspoor te zien, maar het bedrijf is gesloten. Dit was waarschijnlijk het laatste veldspoor, of toch het laatste met motortractie.[14]
- Naast de Roeleveense weg, in de buurt van Nootdorp, ligt nog stukje smalspoor op dijkje en op pontons, met een draaischijfje en een lorrie. Dit behoorde ooit tot een zeer geheim maar o zo zichtbaar test gebied van de marine. Alleen wat er getest werd, dat kon je niet zien, want dat gebeurde in het nog aanwezige huisje op het water, alwaar het spoor ook naar binnen gaat. Het geheel is allang buiten gebruik en het terrein wordt alleen nog door een hengelsportvereniging gebruikt.
- In en bij Tegelen is een heel netwerk geweest, vooral voor klei. Een klein gedeelte van het spoor bestaat nog. Twee tunneltjes en drie viaducten zijn nu monument.
- Tussen Winsum en Bedum, aan de Oude Ae, is er nog een steiger met smalspoor waar ooit klei overgeladen werd.
- Ter hoogte van Biessum is er nog een smalspoor tunnel.

#### Oekraïne
Er zouden nog 4 lange smalspoorlijnen min of meer in gebruik zijn. Daarnaast zijn er nog diverse parkspoorlijnen, vroeger pionierspoorwegen genoemd. Net als in Rusland worden hier kinderen opgeleid voor een beroep bij de grote spoorwegen.

#### Oostenrijk

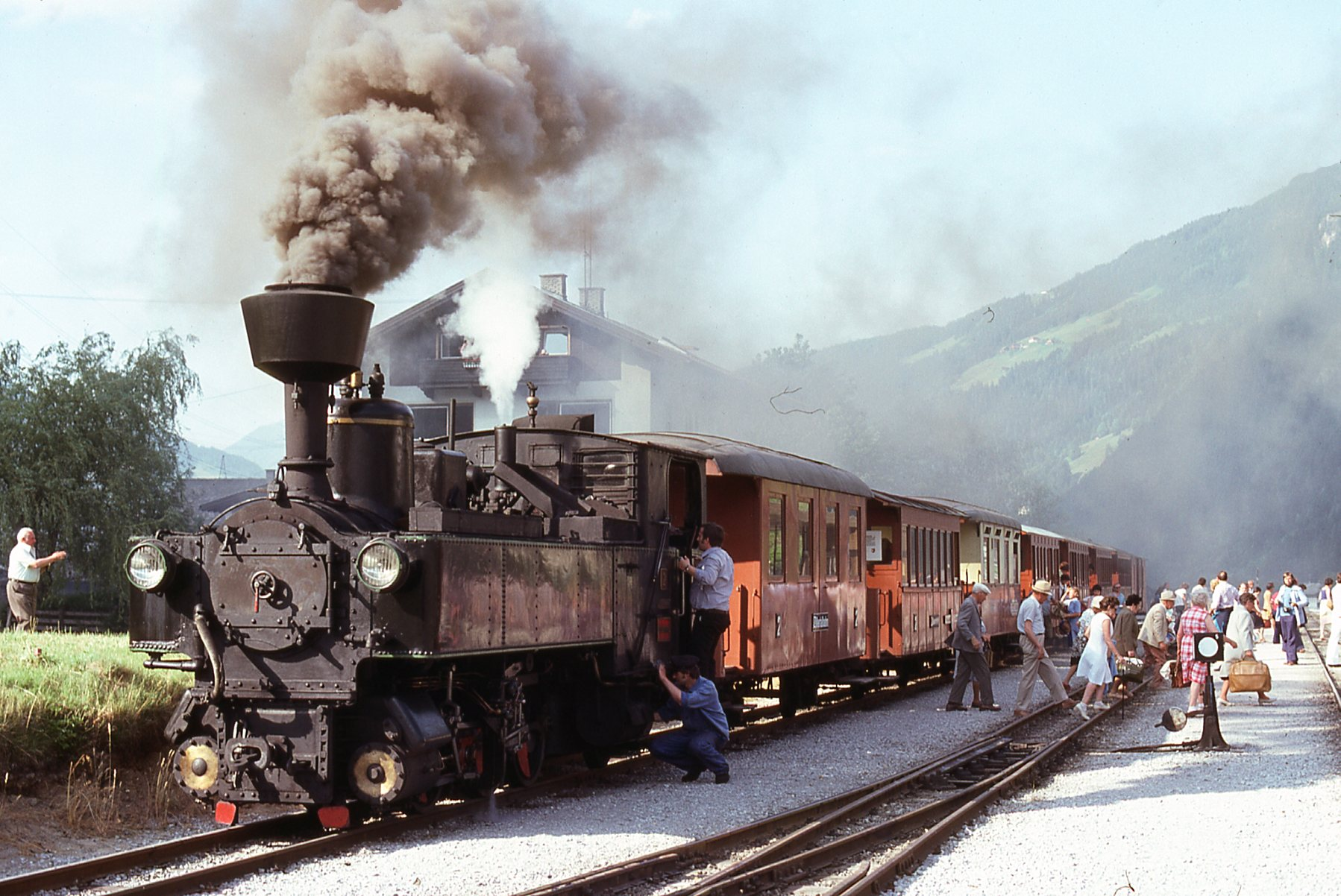
Stoomtrein van de Zillertalbahn.

De bekendste smalspoorlijnen in Oostenrijk zijn:
- Achenseebahn (meterspoor)
- Bregenzerwaldbahn (760 mm)
- Murtalbahn (760 mm)
- Mariazellerbahn (760 mm)
- Pinzgauer Lokalbahn (760 mm)
- Schafbergbahn (760 mm)
- Schneebergbahn (760 mm)
- Zillertalbahn (760 mm)

De tram van Linz heeft een spoorwijdte van 900 mm.

#### Polen
Polen had al voor 1900 smalspoorlijnen. Honderden kilometers werden er aangelegd. Onder het communisme werden veel daarvan in stand gehouden als "buurtspoorwegen". Met stoomlocomotieven of dieseltreinen. Met vele spoorbreedtes. Na het verdwijnen van het communisme "had opeens iedereen een auto" en waren al die lijnen onrendabel. Maar vanaf de jaren 60 werden ook al lijnen opgeheven. De laatste sloten in 2001. Maar vele worden/zijn nu geheel of gedeeltelijk museumlijn.

#### Portugal
In Portugal waren vroeger veel meterspoorlijnen te vinden. Daarvan zijn er nog delen van twee lijnen overgebleven in het noorden van het land: de Tua-lijn en de Vouga-lijn. De Comboio da Praia do Barril (600 mm) op het eiland Ilha de Tavira aan de Algarve kust is tegenwoordig een toeristische verbinding naar het strand.
De tram van Lissabon heeft een spoorwijdte van 900 mm.

#### Roemenië
Er zouden nog twee 760mm. lijnen in gebruik zijn. (Moldovita-Argel en Brad-Criscior). Voor één opgebroken mijn-spoorweg wordt actie gevoerd voor heraanleg. De tramlijn Arad-Ghioroc heeft meterspoor en is nu de enige reguliere streektramlijn in Roemenië. Maar oorspronkelijk was het een spoorlijn, en er is nog een trein uit die tijd, die af en toe ook rijdt. Ook op straat.

#### Rusland
Er zouden nog diverse korte en lange smalspoorlijnen in gebruik zijn. Meest 750 mm. Alle smalspoorlijnen van staatsbedrijf RZD zijn opgeheven, behalve de vele "kindertreinen" in parken. Die lijnen worden door kinderen geëxploiteerd. Deze opleidingsinstituten zijn juist gemoderniseerd. Veel materieel op die lijnen, vooral diesellocomotieven, is identiek aan hetgeen er op de "streeklijnen" rijdt en reed in de (ex-)communistische landen. Er zijn industrielijnen, maar ook forenzenlijnen. In gebieden waar nog steeds geen (goede) wegen zijn. Er zijn lijnen die alleen nog voor een tussenstukje in gebruik zijn, van dorp naar fabriek, en twee keer per dag rijden. Veel is in slechte staat en ook daardoor sluiten er steeds meer lijnen.

#### Servië
Er is nog 1 lijn in gebruik, als museumlijn, tussen Mokra Gora en Sargan.

#### Slovenië
Er waren ca. 8 smalspoorlijnen.
Een grot-spoorweg te Postojna uit 1872 zou nog steeds in gebruik zijn voor toeristen.

#### Slowakije
De Cierny Hron railway is tegenwoordig een museumsmalspoorlijn. Maar er is reguliere dienst gepland, na electrificatie! Daarvoor zijn de oude treinen van de Waldenburg spoorlijn in Zwitserland overgenomen. En nog iets onverwachts en unieks: een deel van de lijn is beroemd omdat het "door" een voetbalveld gaat. 760mm. Aangezien de Waldenburg lijn 750mm. was, zullen de treinen wel aangepast moeten worden.

#### Spanje
De Ferrocarriles de Vía Estrecha (FEVE) was tussen 1972 en 31 december 2012 de nationale smalspoorwegmaatschappij van Spanje. Er zijn meterspoorlijnen in de volgende regio's:
- Baskenland: EuskoTren (1979)
- Catalonië: FGC (1978)
- Valencia: FGV (1986)
- Mallorca: SFM

De Ferrocarril de Sóller op Mallorca heeft de spoorwijdte van 914 mm (drie Engelse voet).

#### Tsjechië
Er waren ca. 7 lijnen; twee 760mm. lijnen zijn nog regulier in gebruik: Obratan-Nova Bystrice en Tremesna ve Slesku-Osoblaha. Plus 1 streektramlijn; Liberec-Jablonec.(1000mm.)

#### Verenigd Koninkrijk

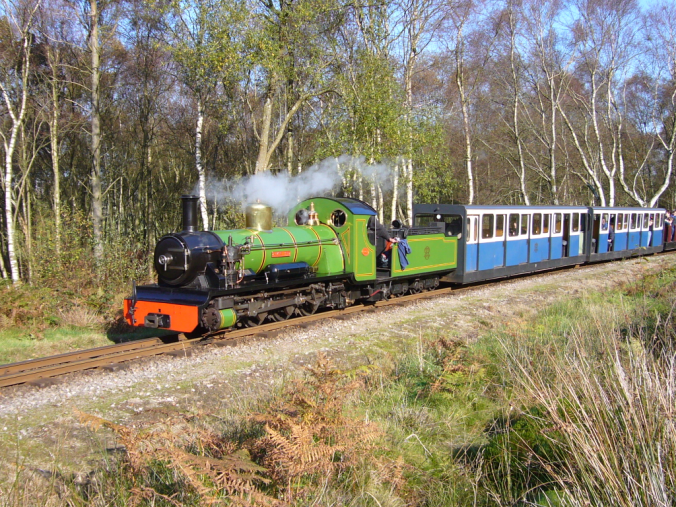
Locomotief "River Irt" van de Ravenglass and Eskdale Railway

In het Verenigd Koninkrijk zijn er talloze lijnen in smalspoor op vele formaten. Toeristische museumlijnen. Bijzondere voorbeelden hiervan zijn:
- de Snowdon Mountain Railway, een lijn op Snowdon, de hoogste berg in Wales;
- de Llanberis Lake Railway, een lijn in Llanberis, aan de voet van Snowdon;
- de Talyllyn Railway, een lijn naar Tywyn in Wales;
- de Romney, Hythe and Dymchurch Railway, een beroemde lijn in Kent, de langste smalspoorlijn ter wereld (23 km), met spoorbreedte 381 mm.
- de Ravenglass and Eskdale Railway, een lijn in Cumbria (381 mm).

Op het eiland Man, gelegen in de Ierse Zee tussen Groot-Brittannië en Ierland, is de tijd stil blijven staan qua railverkeer. Er was en er is uitsluitend smalspoor. Niet alle lijnen zijn er nog, maar alles wat er nog is, is smalspoor. Op diverse formaten. Er rijden stoomtreinen, maar er zijn ook twee elektrische tramlijnen die allebei op zichzelf uniek zijn. Daar rijden de oudste elektrische trams ter wereld; uit 1893 en 1895.
Zie ook Groot-Brittannië.

#### Wit-Rusland
Er zou nog één kinderspoorweg zijn, in Minsk, en een turflijn bij Rudensk.

#### Zwitserland
De meeste Zwitserse bergspoorlijnen zijn in meterspoor aangelegd. Sommige bedrijven hebben lijnen over lange afstanden, zoals de Rhätische Bahn, de Matterhorn Gotthard Bahn en de Zentralbahn. Voorts zijn er nog vele kortere secundaire lijnen verspreid over het land. Ook de diverse trambedrijven rijden alle op meterspoor.
Er zijn diverse (berg)lijnen met een smallere spoorwijdte van 800 mm, zoals de Brienz-Rothorn-Bahn, Ferrovia Monte Generoso, Pilatusbahn, Schynige Platte-Bahn en Wengernalpbahn.
De Waldenburgerbahn had als enige in Zwitserland de spoorwijdte van 750 mm. In 2022 werd de lijn verbouwd naar meterspoor, en sindsdien rijden er trams. 
Bij Schinznach is een uniek smalspoor door een tuincentrum; ook dóór een kas! Museum(stoom)trein. De enige 600 mm. lijn in Zwitserland.

### Amerika

#### Argentinië
In de noordelijke helft van Argentinië ligt een metersporig netwerk. Het land kent op Vuurland ook de meest zuidelijke spoorweg ter wereld, de met een spoorwijdte van 50 cm aangelegde Ferrocarril Austral Fueguino, waarop El Tren del fin del Mundo (de trein aan het einde van de wereld) rijdt.

#### Brazilië
Vrijwel alle spoorlijnen in Brazilië zijn aangelegd in meterspoor. Er zouden nog wel wat smallere industrielijntjes bestaan.

#### Canada
In Canada zijn vroeger veel smalspoorlijnen in kaapspoor aangelegd. Er is nog 1 smalspoor in gebruik, de White Pass and Yukon Route: 914 mm.

#### Ecuador
In Ecuador ligt een kaapsporig netwerk dat ernstig in verval was. De overheid had een investeringsplan aangekondigd. Inmiddels zijn diverse lijnen gerestaureerd en heropend.

#### Frans-Guyana
In Frans-Guyana was een smalspoorlijn op meterspoor aangelegd tussen Saint-Laurent-du-Maroni en Saint-Jean-du-Maroni. Ook in Saint-Élie was er meterspoor.
De enige huidige spoorlijn is op het Space center-terrein, maar dat is normaalspoor.

#### Mexico
Merida, en daarna Tixkokob en Motul zijn de epicentra geweest van een groot smalspoor netwerk voor het vervoer van sisal, suiker, mais, en soms ook personen. Daarnaast waren er nog vele korte lijntjes. In totaal ging het om duizenden kilometers. Vanuit Merida gingen de sporen alle kanten op, tot wel 100 kilometer ver. Als tractie werden muilezels, stoomlocomotiefjes, batterijlocomotiefjes, en later ook locomotieven met benzinemotor ingezet. De spoorwijdte varieerde van 400 tot 930 millimeter. Na 1930 sloten al veel plantages. Sommige lijnen bleven echter bewaard tot in de 21e eeuw.Er zouden nog enkele korte lijnen op/bij haciënda's aanwezig zijn, met name voor toeristen.Hacienda Sotuta de Peòn is na decennia van sluiting geheel gerestaureerd en in 2005 als vakantieoord en levend museum geopend. Toeristen kunnen meerijden over het terrein met een "truck" getrokken door een muilezel. De fabriek verwerkt weer op originele wijze sisal, ook henequen genoemd, en daarbij wordt ook het smalspoor gebruikt; dan wordt een wagon ook wel door mensen geduwd. De fabriek is nabij het hotel; er is straatspoor naast de weg, en het spoor gaat via een laag tunneltje door het fabrieksgebouw. Op naastgelegen terrein is voor toeristen een flink "netwerk" aangelegd. In 2012 was er nog een lijn naast diezelfde weg helemaal naar de zuidelijke toegang, maar het is onduidelijk of die er nog is.
Ook bij hacienda Chunkanàn zou er nog smalspoor naast de weg zijn. Op hacienda San Pedro Ochil is er een kleine ringlijn. Op hacienda Dzoyaxché is er ook een ringlijn met tunneltje onder de fabriek; hoewel het terrein nu openbaar is, is de fabriek en de lijn buiten gebruik voor zover bekend. Op hacienda Temozon Sur zou ook nog smalspoor aanwezig / in gebruik zijn.

#### Saint Kitts en Nevis
Op het eiland Saint Kitts was in 1912 een smalspoorlijn op 762 mm voor suikerrietvervoer gebouwd. Sinds 2002 is de lijn in gebruik als de toeristische spoorlijn St. Kitts Scenic Railway.

#### Suriname
In 1903 werd in Suriname de metersporige Lawaspoorweg aangelegd van Paramaribo naar Benzdorp aan de Lawa in Oost-Suriname. De onrendabele lijn werd enkele malen ingekort, onder meer vanwege het ontstaan van het Brokopondostuwmeer, en is in de jaren tachtig volledig in verval geraakt. De laatste trein reed in 1987.

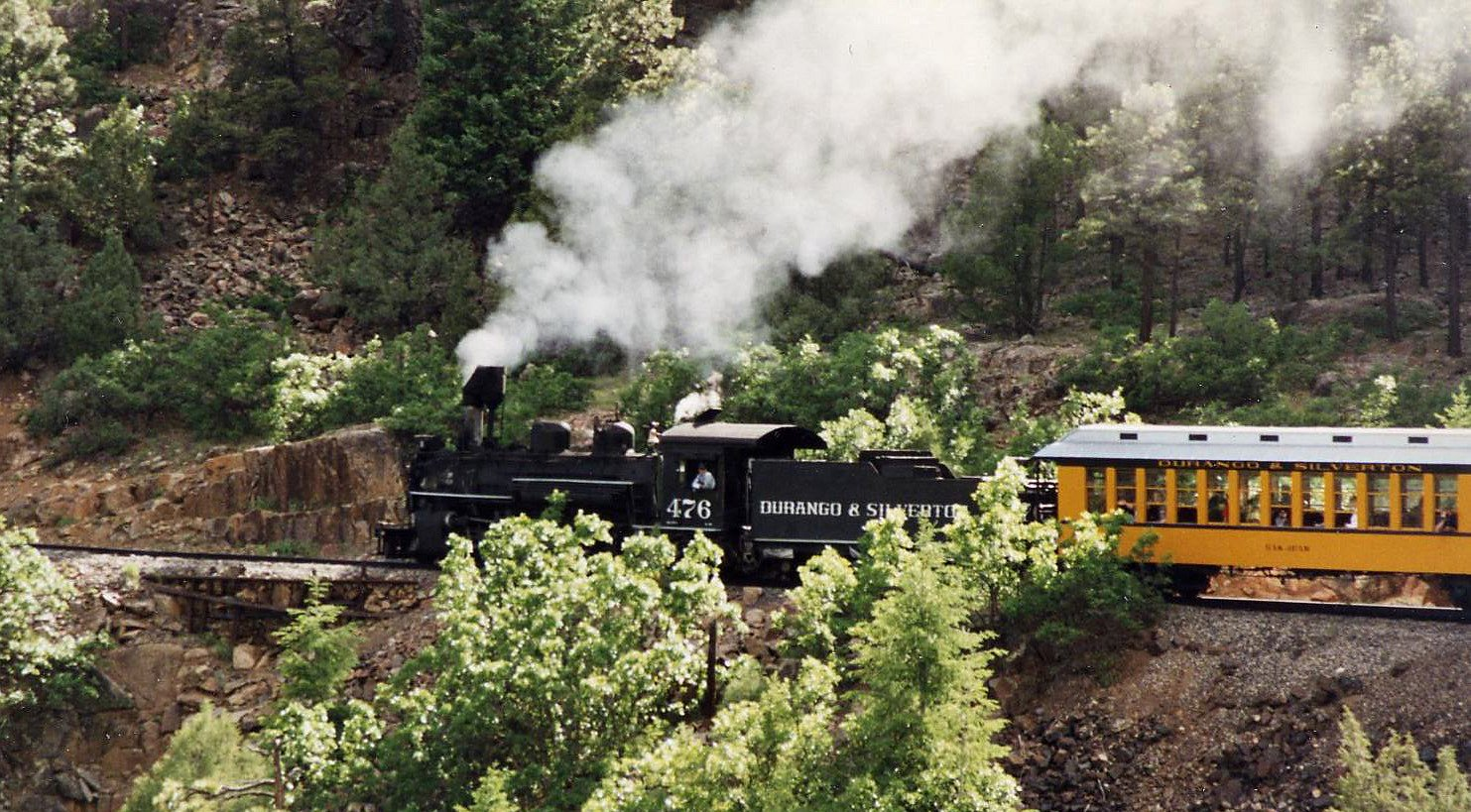
Locomotief van de D&SNGR

#### Verenigde Staten
In de Verenigde Staten zijn in de 19e eeuw veel smalspoorwegen aangelegd met een spoorwijdte van 3 voet (914 mm). De meeste hiervan zijn inmiddels verbouwd naar normaalspoor. Slechts enkele drievoetsspoorwegen overleven als museumspoorweg, hieronder bevinden zich de Durango and Silverton Narrow Gauge Railroad (D&SNGR) in Colorado en de White Pass & Yukon Route die loopt van Skagway, Alaska naar Whitehorse, Canada.
In 1955 werd in de Holland Tunnel in New York een unieke en zeer krappe elektrische smalspoorlijn in gebruik genomen voor een 'trein' die amper ruimte bood aan één politieagent voor snelheidscontrole van het verkeer.Dit was wellicht de bizarste vorm van smalspoor. Het zou tot 2011 aanwezig geweest zijn. In de Lincoln tunnel was ook een systeem, maar dat was een eveneens unieke en bizarre vorm van een monorail.

### Oceanië

#### Australië

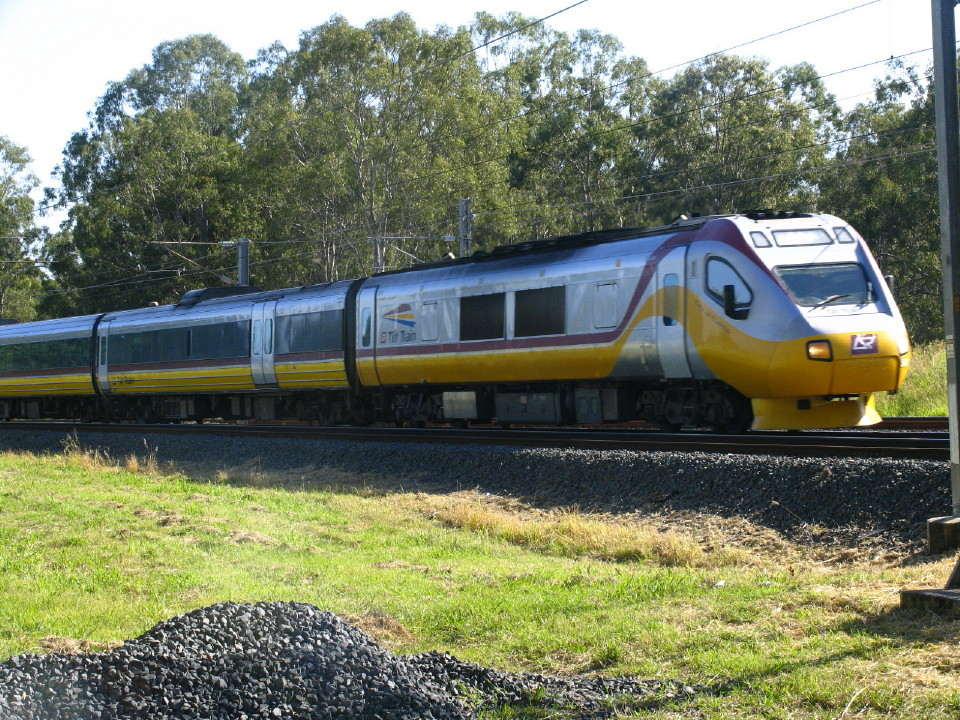
Queensland Rail Tilt Train

De spoorwegen in Queensland, aangelegd in kaapspoor, omvatten sinds 1865 een van de eerste smalspoorhoofdlijnen ter wereld, met tegenwoordig een totale lengte van meer dan 9000 kilometer. De maatschappij Queensland Rail exploiteert de QR Tilt Train, een kantelbaktrein met een dienstsnelheid van 165 km/h.
Daarnaast heeft Australië met 4000 km. het grootste suiker-riet-smal-spoor-net van de wereld. 610 mm tweevoetsmalspoor, en een lijn met 1067mm kaapspoor. In sommige plaatsen rijden/reden de lange treinen midden op straat.

#### Fiji
Op deze eilanden werd zo'n 700 km. aan suiker~riet~lijnen aangelegd. Dat zou nu nog bijna helemaal in gebruik zijn. 610 mm tweevoetsmalspoor.

#### Nieuw-Zeeland
Het nationale spoorwegnetwerk van Nieuw-Zeeland, ruim 4000 kilometer lang, is aangelegd in kaapspoor.